# Mangalgi, Homnabad
Mangalgi là một làng thuộc tehsil Homnabad, huyện Bidar, bang Karnataka, Ấn Độ.